# كارمين فيليبس
كارمين فيليبس (بالإنجليزية: Carmen Phillips)‏ هي ممثلة أمريكية، ولدت في 9 يناير 1895 في الولايات المتحدة، وتوفيت في 9 ديسمبر 1936.

## وصلات خارجية
- كارمين فيليبس على موقع IMDb (الإنجليزية)
- كارمين فيليبس على موقع قاعدة بيانات الفيلم (الإنجليزية)